# 緋村劍心
緋村劍心是日本漫画家和月伸宏的漫畫作品《神劍闖江湖》男主角之一，也是主要男主角。原型是幕末四大人斬中的河上彥齋，與幕府軍及新選組為敵。在廣播劇中為緋村劍心配音的聲優為緒方惠美。在1996年動畫中聲優為涼風真世，而2023年新版動畫则變更為齊藤壯馬。真人版由佐藤健飾演。

## 人物簡史

### 幕末時代(追憶篇)
緋村劍心為日本關西地方出身的劍客，原名緋村心太。幕末時期父母因霍亂而死後，幼年的心太在被人口販子運送的途中遇上山賊襲擊，幸得飛天御劍流的傳人比古清十郎所救並收為弟子，比古清十郎認為「心太」一名過於柔弱而將「心太」的名字改為「劍心」。數年後，在修煉劍術期間因與師傅對國家現況意見不同，希望親手拯救人民的劍心因而出走前往京都。其後參加了桂小五郎、高杉晋作等長州藩維新志士的「奇兵隊」募集，因劍術出眾而被桂小五郎任命為專門暗殺幕府要員的劊子手。後來因為劍心的劍術使幕府聞風喪膽，加上精於拔刀術而被冠上「劊子手拔刀齋」之名。在一次暗殺幕府要員時，「雪代巴」的未婚夫「清里明良」被劍心斬殺，但清里明良也在劍心的左邊臉頰上畫下了一道刀傷，劍心當時認為此人雖然劍術並不出色，但因其生存意志非常強烈而使劍心留下深刻印象，臉上的刀傷亦因此持久不褪。而雪代巴為了替未婚夫報仇而接近劍心，雪代巴與劍心相處一段時間後對劍心有所改觀。在「池田屋事件」後劍心與雪代巴（緋村巴）以夫妻的身份過著半歸隱的生活。在巴完全接受劍心時，指使巴接近劍心的暗殺集團「闇乃武」以巴要脅劍心，劍心為了救巴不惜深入敵人的陣地，卻在與最後的敵人交戰時錯手殺死了巴，巴在死前以短刀劃在劍心臉上，與清里先前留下的刀傷交錯，形成左邊臉頰的十字傷。此事之後桂小五郎親自拜託劍心轉為維新志士前線的游擊劍士，繼續參與維新革命的戰鬥。失去摯愛的劍心為了創造新時代而決定復出。
- 雪代巴留下疤痕有兩個版本 漫畫&OVA

OVA如上方所示
漫畫為雪代巴拿著匕首跑了出來，擋在劍心和頭目的中間。頭目被巴的舉動嚇到停止攻擊，但是劍心已是閉著眼睛揮斬，這一刀直接把雪代巴跟頭目斬殺。就再這一刻，巴手上的匕首順勢滑落，就在劍心的左臉頰上多劃了一道。

### 明治初期
在維新志士於戊辰戰爭推翻幕府後，劍心決心不再殺人，在腰部佩帶由新井赤空所鍛造的逆刃刀開始流浪於日本各地。十年後（明治十一年），在東京遇上神谷薰，並解決「偽·劊子手拔刀齋」的事件，後來劍心得到神谷薰的挽留而在神谷活心流道場居住下來。其後認識了被迫作小偷的前士族的明神彌彥，劍心救出彌彥後說服薰收彌彥為徒。與討厭維新志士、外號「斬左」的打架高手前赤報隊隊士相樂左之助決鬥後成為好友。從武田觀柳手上救出被迫生產鴉片的會津名醫高荷惠。其間劍心經歷了多次戰鬥，包括與同是曾為劊子手的鵜堂刃衛的戰鬥中變回劊子手拔刀齋，幸得薰的呼叫才清醒過來。後來再次與幕末時代的對手前新撰組三番隊隊長齋藤一的決戰後，劍心自覺已經不能壓抑心中的劊子手拔刀齋靈魂，加上內務卿大久保利通被志志雄真實一黨暗殺，得知志志雄一黨陰謀的劍心決定獨自前往京都與志志雄一黨對決。劍心在京都得到師傅比古清十郎傳授飛天御劍流的最終奧義-「天翔龍閃」與次奧義「九頭龍閃」，在決戰中打敗了志志雄。在劍心回到東京後，雪代巴的親弟「雪代緣」從中國回到日本，並集合了「六人同志」向劍心展開復仇行動。劍心向眾人講述自己與雪代巴的過去，並與神谷薰約定在決戰以後會一起生活。後來在神谷活心流道場的決戰中，雪代緣捉走神谷薰並製造神谷薰已死的假象引致劍心意志消沈淪落至「落人群」，最後劍心回復鬥志並打敗雪代緣。雪代緣由神谷薰手上得到雪代巴留下的日記後，從此消失於劍心等人面前。及後被惠告知自己身體最多只能使用飛天御劍流多四、五年；不久劍心與神谷薰結婚並誕下一子「緋村劍路」。數年後劍心將逆刃刀交給元服的明神彌彥。

### 明治中期
在OVA星霜篇中，明治27年（1894年）發生中日甲午戰爭。當時抱病在身的劍心應陸軍卿山縣有朋之請前往中國。其後劍心因意外而失憶，流落於中國。後來得到在世界各地遊歷的左之助的幫助返回日本，最終能於死去之前回到神谷薰的懷裡，聽到神谷薰稱呼其幼名「心太」，加上左邊臉頰上的十字傷已消失，感到其一生罪孽已清，無憾而終，享年45岁。

## 逆刃刀
劍心在拔刀齋時期使用的是新井赤空所鑄的「全刃刀」(刀鋒及刀鍔皆是刀刃),後來明治之後使用的是逆刃刀。刀刃與刀背相反，斬擊時刀刃會向着自己，是以不殺為理念而設計的刀。然而劍心在漫畫開始時使用的是「影打」（日本刀匠鑄御神刀，即祭祀用刀時，會鑄造兩把。一把比較次等，稱作「影打」；最好的一把稱作「真打」），在鳥羽伏見之戰後， 一直帶隨四處流浪。在新月村與宗次郎交手，與他使用的長曾彌虎徹多番對打後截斷。後來在京都．白山神社得到新井青空（幕末刀匠新井赤空之子）託付乃父所鑄的最後一把刀「逆刃刀．真打」。
「逆刃刀．真打」本是在白山神社供神用的御神刀，初登場時刀柄與刀鞘都是白色，後來才換成黑色，並裝上刀鍔。在京都篇後，劍心跟從師父比古清十郎學習「飛天御劍流」奧義時，使出「天翔龍閃」，即便是逆刃刀，也幾乎將之殺死。因為刀柄上的鉚釘鬆開，所以沒有發揮出「天翔龍閃」的全部威力，所以被比古清十郎譽為會體察主人心意的好刀。
最後託付給同樣有不殺信念的明神彌彥。
在北海道編時，彌彥又將逆刃刀返還給劍心。